# Popham Seymour-Conway
Popham Seymour-Conway (1675 - 18 juin 1699), né Popham Seymour, est un propriétaire terrien anglo-irlandais qui est député au Parlement d'Irlande pour Lisburn en 1697.

## Biographie
Il est le troisième fils de Edward Seymour (4e baronnet) (mort en 1708) de Berry Pomeroy dans le Devon, et de sa deuxième épouse Laetitia Popham, une fille d'Alexander Popham (1605 - 1669), député de Littlecote dans le Wiltshire.
Le 9 août 1683, le cousin sans enfant de sa mère, Edward Conway (1er comte de Conway) (c.1623-1683), lui lègue ses vastes propriétés dans le Warwickshire et à Lisburn, à condition qu'il change de nom pour Seymour-Conway et adopte les armoiries de Conway. Des soupçons considérables ont été suscités par cette transaction, car elle a éloigné Sir Arthur Rawdon, 2e baronnet, neveu de Conway, de la succession. On soupçonnait que son père, Sir Edward Seymour, 4e baronnet, avait profité de la sénilité du comte pour y parvenir.
En 1697, Seymour-Conway devient député de Lisburn, sur ses nouveaux domaines, au Parlement d'Irlande.
Le 4 juin 1699, lors d'un duel d'ivrognes avec le capitaine George Kirk des Horse Guards, Seymour-Conway est blessé au cou. Il succombe aux effets de la blessure deux semaines plus tard et est décédé le 18 juin à Londres.
Les domaines Conway sont passés à son frère cadet Francis Seymour-Conway (1er baron Conway), qui a également pris le nom de Seymour-Conway et est créé Baron Conway.